# DKP
Pour les articles homonymes, voir DKP (homonymie).
DKP était une émission de radio qui partageait sport et humour.

## Historique
Le nom de l'émission DKP vient des initiales du premier trio d'animateurs de cette émission (Delpérier-Kédia-Pitkowski) et rappelle aussi le mot "décapé", car l'émission "décape le sport".
Créée en septembre 2002, diffusée de 21 h à 23 h pour sa première saison, puis de 20 h 30 à 23 h lors de la deuxième saison.
Pendant l'été 2003, Stéphane Thébault et Sophie Moniotte remplacent la triplette puis l'été suivant Maryse Ewanje-Epée et José Touré animent l'émission.
À la rentrée 2004, l'émission change d'horaire et est diffusée l'après-midi de 16 h à 18 h. Sarah Pitkowski laisse sa place au profit de Frédérique Bangué. À la rentrée 2006, à la suite du départ de Frédérique Bangué, la journaliste Alessandra Bianchi rejoint Alexandre Delpérier et Guy Kédia. À la rentrée 2007, Alessandra Bianchi quitte à son tour l'équipe des DKP et ne sera pas remplacée.
En juillet 2005, 2006 et 2007, le créneau 16 h-18 h est occupé par le Tour de France.
L'émission est supprimée de la grille de RMC, le 31 août 2007 et est remplacée par Luis attaque. Alexandre Delpérier anime les soirées foot suivi de l'After Foot et Guy Kédia est chroniqueur dans la nouvelle émission de RMC le Moscato Show.

## Principe
Pendant deux heures, avec la présence d'un invité et de ses chroniqueurs, l'équipe de DKP passe en revue l'actualité sportive : les rencontres, les classements... Des informations en direct des stades, en passant par des réponses aux questions posées par les auditeurs, les journalistes sportifs informent dans une ambiance chaleureuse et dynamique.
Le trio impose un show unique dans l'univers du sport ! Le credo de ce show qui ne connaît pas de limites : « Le sport n'est pas une prise de tête », « le sport c'est l'envie de se dépasser ».

### Jeux et rendez-vous quotidiens
- L'invité du jour : Chaque jour, l'équipe  accueillait dans son studio un ou plusieurs invités qui les accompagnent pendant toute la durée de l'émission.
- On inverse les rôles : Un auditeur propose une personnalité du sport et doit tout faire pour que les animateurs ne devinent pas cette personnalité.
- Le ni oui ni non (avec Alexandre Delpérier) : 1 minute 30 avec un face-à-face contre Alexandre Delpérier et espérer ne pas succomber à la tentation du Oui ou du Non. Ce jeu peut se faire directement contre le candidat au téléphone ou face à l'invité du jour qui représente le candidat.
- Même pas Peur (avec Guy Kédia) : 3 minutes pour répondre à 4 questions sur le sport. À chaque bonne réponse, le candidat a le droit de dire qu'il n'a pas peur de Guy Kédia en…
- Les Questions du Chat : Le Chat est l'un des célèbres imitateurs de l'émission qui laisse des messages sur le répondeur de l'émission en faisant des imitations. Dans ce jeu, le candidat doit répondre à deux questions sur quatre posées par plusieurs imitations de personnalités. Le candidat ne peut dire qu'une réponse.
- Le face-à-face de la mort : (avec Alexandre Delpérier) : 1 minute 15 où il faut donner le plus de bonnes réponses possibles aux questions posées par Alexandre Delpérier
- Le Qui c'est Qui : Sur un thème donné, cinq personnalités s'expriment et le premier auditeur qui devine les voix de ces personnalités dans le bon ordre remporte des cadeaux.
- Le Rugby Quiz : (avec Alexandre Delpérier) : 10 questions, 5 bonnes réponses à l'occasion de la Coupe du monde de rugby 2007.
- DKP Tickets : Tout au long de l'émission, des places pour les meilleurs événements sportifs sont proposées en envoyant par SMS un code.
- Le journal des sports (de Guy Kédia) : à 16 h 30 et 17 h 30, Guy Kédia livre les dernières nouvelles sur l'actualité sportive.

## Invités récurrents
- José Touré
- Frédérique Bangué
- Thomas Lombard
- Jérôme Fillol
- Justine Monnier
- Raphael Poulain
- Nathalie Vincent
- Henri Leconte
- Fabien Onteniente
- Raphaël Mezrahi
- Patrick Sebastien
- Philippe Lucas
- Nelson Monfort
- Bernard Laporte
- Jean-Claude Plessis
- Gregory Lemarchal
- Roger Zabel